# Tekstualiteit
Tekstualiteit is datgene wat een tekst van een niet-tekst onderscheidt. In de tekstlinguïstiek wordt het begrip vooral gebruikt om verschijnselen gerelateerd aan structuralisme, poststructuralisme, taalkunde en literatuurwetenschap te beschrijven. De meest gangbare definitie van een tekst is een afgesloten, schriftelijke of transcribeerbare taaluiting, bestaande uit meerdere volledige of onvolledige zinnen die zowel inhoudelijke als formele samenhang vertonen.

## Tekst als talig systeem en communicatiemiddel
Het doel van het opstellen van een tekstgrammatica is het beschouwen van tekst als een taalsysteem met een zinsoverstijgende structuur. Vaak bezit de tekst als geheel bepaalde eigenschappen die niet tot afzonderlijke tekstdelen zoals alinea's te herleiden zijn, maar samenhangen met aan communicatie gerelateerde tekstexterne factoren. Tekst kan in dit opzicht als een taalhandeling met een specifiek doel worden beschouwd.

## Criteria
Om als een volwaardig communicatiemiddel te kunnen worden beschouwd, moet een tekst volgens sommige tekstanalisten aan de volgende criteria voldoen:
1. cohesie
2. coherentie
3. intentionaliteit
4. acceptabiliteit
5. informativiteit
6. situationaliteit
7. intertekstualiteit

Beaugrande en Dressler onderscheiden verder nog drie regulatoire principes als voorwaarde voor tekstualiteit, namelijk de mate van efficiëntie' (zo weinig mogelijk productiekosten en noodzakelijke verwerking bij het publiek), effectiviteit (bereikt de tekst het gewenste effect bij het publiek) en de manier waarop dit in overeenstemming is met de gegeven communicatiesituatie.
Deze algemene benadering is echter niet door alle taalkundigen overgenomen en soms zelfs scherp bekritiseerd, aangezien er zo een kunstmatige scherpe grens tussen tekst en niet-tekst wordt gecreëerd. Een tekst die niet aan alle bovengenoemde criteria voldoet - bijvoorbeeld een tekst met geen of weinig cohesie - kan inhoudelijk toch heel samenhangend (coherent) zijn.